# Pieter Pourbus

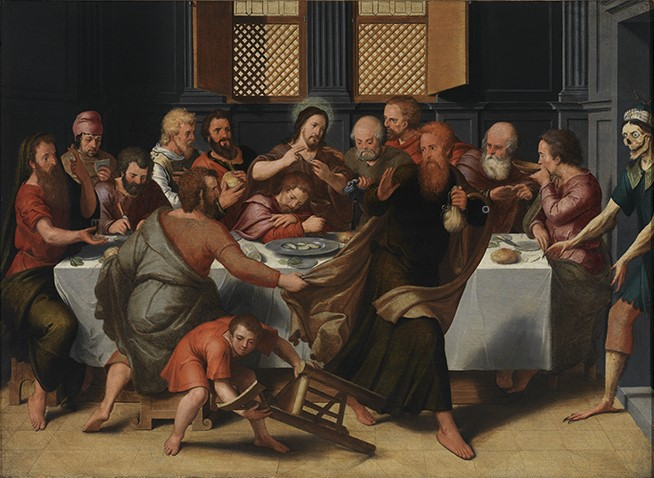
Utolsó vacsora (1548, Groeningemuseum, Brugge)

Pieter Pourbus (névváltozatok: Pieter Jansz. Pourbus, Poerbus vagy Poerbusse; Gouda, 1523. körül – Brugge, 1584. január 30.) flamand festő, építész és térképész. Szülővárosában 1960-ban utcát nevezetek el róla, s Bruggében is.

## Életpályája
Goudában született, de ifjú korától Bruggében élt és alkotott. Itt is házasodott meg. Kitűnően berendezett festőműhelyt tartott fenn, kiváló kompozícióteremtő képességgel rendelkezett, jó alak- és arcképfestő volt. Egyik legjobb munkája egy oltárkép, triptichon, amelyet a goudai Nagytemplom számára festett, címe Szent Hubertus története. A középső rész a keresztelést ábrázolja, két püspök keresztel meg két személyt, másik két személy fáklyákat tart a kezében, a jelenet egy gyönyörű nagy templomban játszódik le, s megmutatkozik az is, hogy P. Pourbus tisztában van a perspektíva festési technikájával. Az egyik szárnyon a megkísértés témája szerepel, ahol a gonosz szellemek kincseket mutogatnak a szentnek, de az visszautasítja őket. A másik szárnyon asszonyok csábítják a szentet. A szárnyak külső oldalán a Szűzanyát lehet látni, az egyiken megy fel a lépcsőn, a másik szárny külsején pedig Szent Erzsébettel találkozik. Számos oltárképet festett, s természet után portrékat. Legkiválóbb alkotásainak egyike a brüsszeli Mi Asszonyunk templom számára festett Mária hét fájdalma című alkotása.
1543-ban vették fel a Szent Lukács céhbe, s felvették a retorikusok körébe is, tagja volt az íjászok társaságának, fontos szerepet játszott Brugge közéletében.
Földmérő és polgári mérnök volt, értett az építészeti tervezésekhez és a térképészethez, elkészítette a Mi Asszonyunk Apátság építési terveit és térképét, továbbá Brugge város vezetőinek a részére Brugge és a környező falvak térképét egy hatalmas vászonra festette olajfestékkel, melyet rendszeresen használtak is. Fehér enyvfestékkel kicsit vastagon alapozta a mester, emiatt a gyakori fel- és letekerés miatt gyakran felpattogzott vagy lemállott egy-egy darab, később újra festették mindig Pieter Pourbus nyomán, térképeit napjainkban Bruggéban a Groeningemuseum őrzi.
Pieter Pourbus fia és legkiválóbb tanítványa, Frans Pourbus, aki még atyját is felülmúlta a festői mesterségben, s Frans Florisnál is tanult, aki szintén nagyra becsülte. Pieter Pourbus unokája, Frans Pourbus is híres portréfestő lett, egész festődinasztia alapítója a Goudában született P. Pourbus.

## Galéria

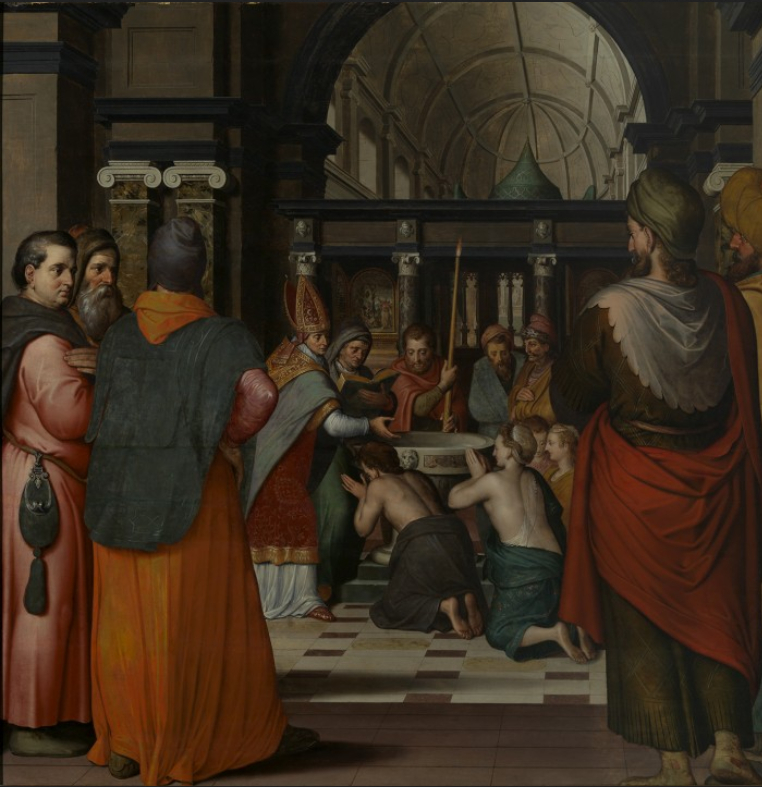
Szent Hubertus története c. triptichon középső része (1572)
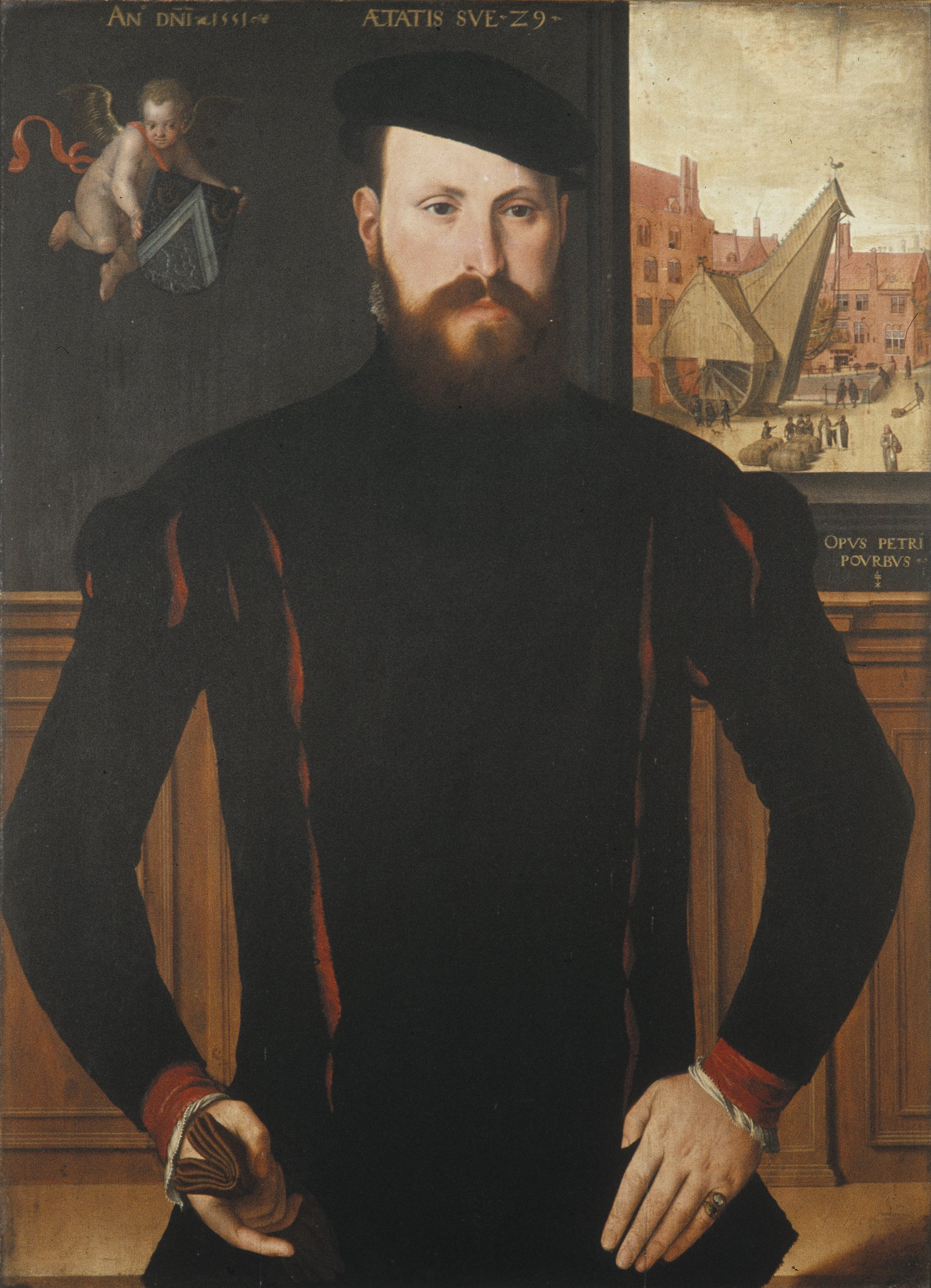
Jan van Eyewerve portréja (1551)
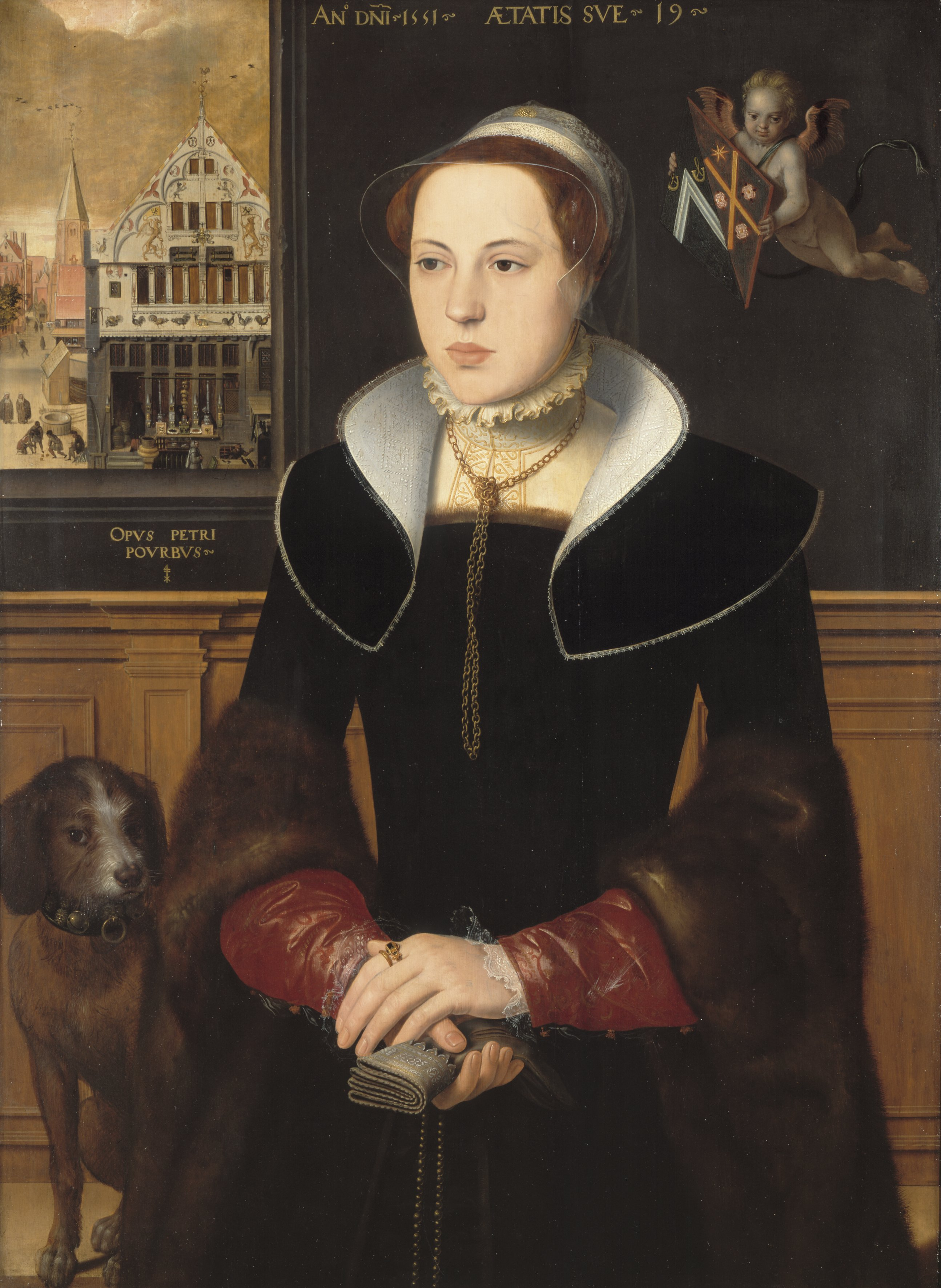
Jacquemyne Buuck portréja (1551)
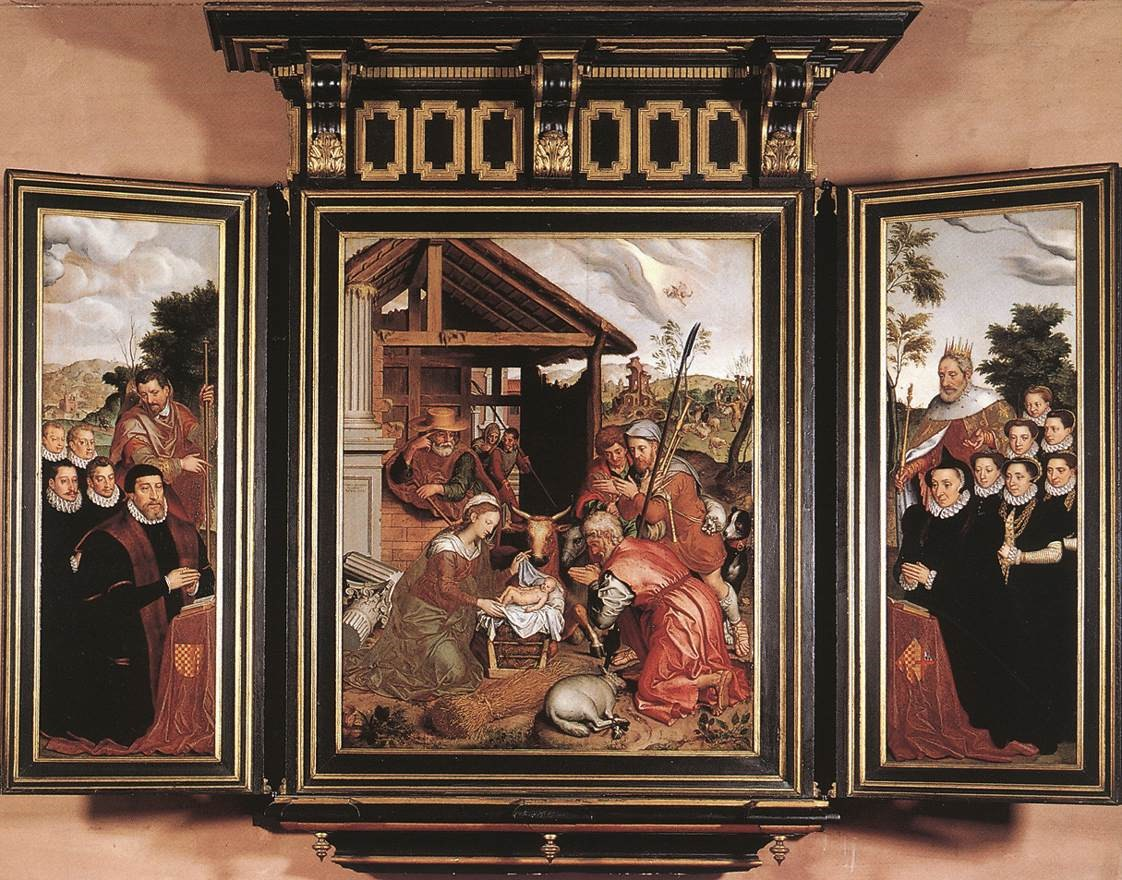
Pásztorok imádása (1523-1584 közt, triptichon)
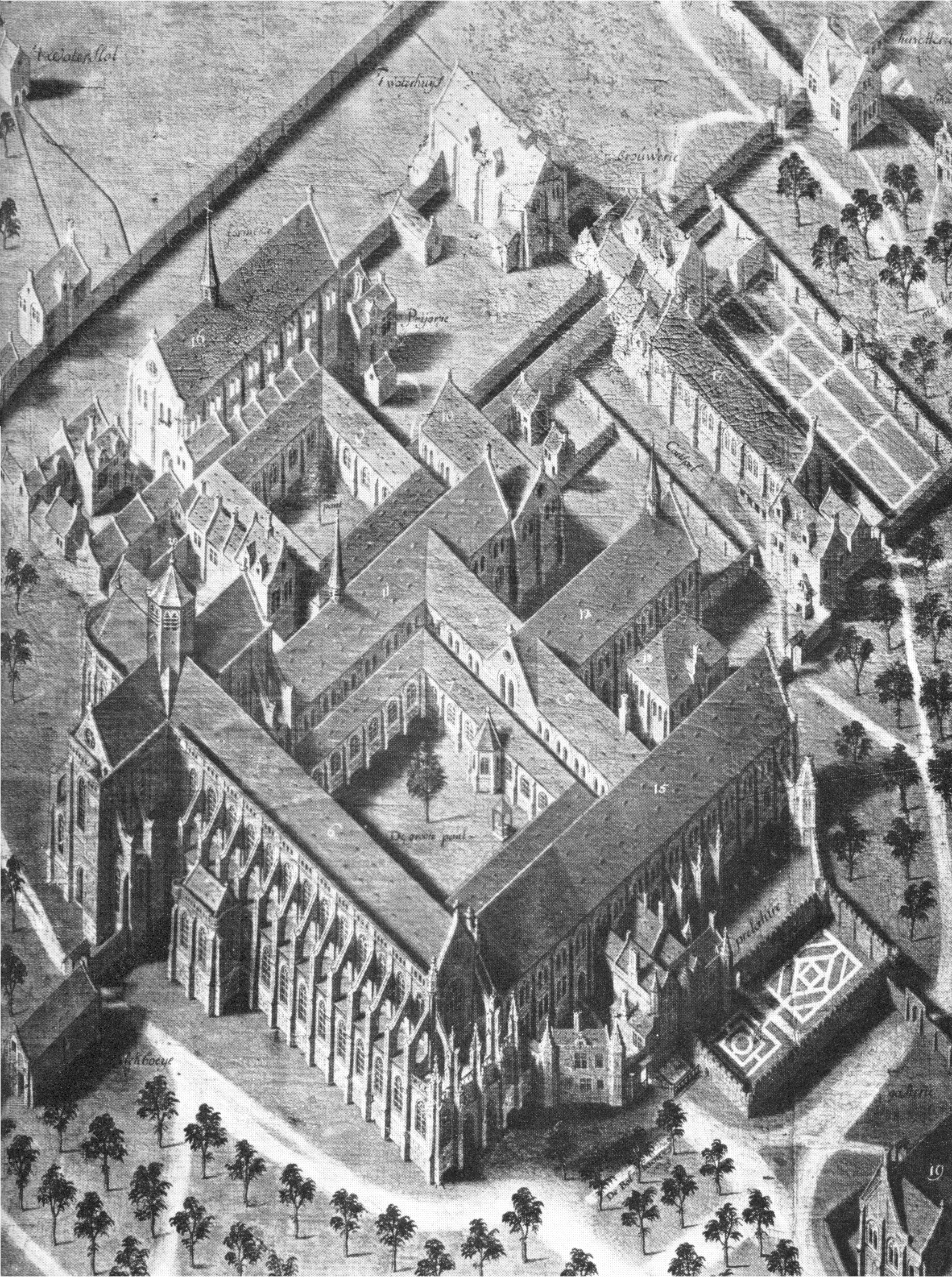
Terv részlete Duinenabdij (1580)